# Bidermans Diagramm des Zwanges
Bidermans Diagramm des Zwanges, auch Biderman's Principles genannt, ist eine Tabelle, die der Soziologe Albert Biderman 1957 entwickelte, um die chinesischen und koreanischen Foltermethoden an amerikanischen Kriegsgefangenen aus dem Koreakrieg zu veranschaulichen. Die Tabelle listet in chronologischer Reihenfolge acht allgemeine Foltermethoden auf, die eine Person psychisch brechen können.
Obwohl das Diagramm ursprünglich im Kalten Krieg eingesetzt wurde, hat Amnesty International erklärt, dass das Diagramm der Nötigung die "universellen Werkzeuge der Folter und Nötigung" enthält. In den frühen 2000er Jahren wurde das Diagramm von amerikanischen Verhörspezialisten im Gefangenenlager Guantanamo Bay verwendet. Sie wurde auch auf den psychologischen Missbrauch durch Personen angewandt, die häusliche Gewalt ausüben.

## Ursprung
Albert D. Biderman, Sozialwissenschaftler bei der US Air Force, wurde beauftragt zu untersuchen, warum viele amerikanische Kriegsgefangene, die während des Koreakriegs von kommunistischen Kräften gefangen genommen wurden, kooperierten. Nach ausführlichen Interviews mit zurückgekehrten Kriegsgefangenen kam Biderman zu dem Schluss, dass hinter der Zwangskontrolle der kommunistischen Vernehmungsbeamten drei Hauptelemente standen: "Abhängigkeit, Schwäche und Angst" Biderman fasste seine Erkenntnisse in einem Diagramm zusammen, das erstmals in dem Aufsatz Communist Attempts to Elicit False Confessions From Air Force Prisoners of War (Kommunistische Versuche, falsche Geständnisse von Kriegsgefangenen der Luftwaffe zu erzwingen) in einer Ausgabe des Bulletin of the New York Academy of Medicine von 1957 veröffentlicht wurde. Der Aufsatz war eine Analyse der psychologischen und nicht der physischen Methoden, die zur Erzwingung von Informationen und falschen Geständnissen eingesetzt wurden.
Der Psychiater Robert Lifton untersuchte dieselben chinesischen Methoden und prägte in derselben Ausgabe des Bulletin den Begriff "Gedankenreform" (heute bekannt als Gehirnwäsche), um sie zu beschreiben.

## Zwangsmethoden
Die Tabelle enthält die folgenden Zwangsmethoden und deren Auswirkungen
| Diagramm des Zwanges                             | Diagramm des Zwanges | Diagramm des Zwanges |
| ------------------------------------------------ | --- | --- |
| Allgemeine Methode                               | Auswirkungen | Varianten |
| Isolation                                        | Beraubt das Opfer jeglicher sozialer Unterstützung seiner Fähigkeit zum Widerstand. Entwickelt eine intensive Beschäftigung mit sich selbst. Macht das Opfer vom Verhörenden abhängig.                                                                   | Vollständige Isolationshaft. Vollständige Isolierung. Halb-Isolation. Gruppenisolation. |
| Monopolisierung der Wahrnehmung                  | Lenkt die Aufmerksamkeit auf die unmittelbare Notlage. Fördert die Introspektion. Eliminiert Reize, die mit denen konkurrieren, die der Bewacher kontrolliert. Verhindert alle Handlungen, die nicht mit der Einhaltung der Vorschriften vereinbar sind. | Physische Isolation. Dunkelheit oder helles Licht. Karge Umgebung. Eingeschränkte Bewegung. Monotones Essen.                                                                                     |
| Induzierte Entkräftung und Erschöpfung           | Schwächt die geistige und körperliche Widerstandsfähigkeit | Halbverhungern. Bloßstellung. Nutzung von Verletzungen. Induzierte Krankheit. Schlafentzug. Längerer Zwang. Langwierige Verhöre. Erzwungenes Schreiben. Überanstrengung.                         |
| Bedrohungen                                      | Erzeugt Angst und Verzweiflung. | Drohungen mit dem Tod. Drohungen mit der Nicht-(Rückkehr?). Drohungen mit endlosen Verhören und Isolation. Drohungen gegen die Familie. Vage Drohungen. Mysteriöse Änderungen in der Behandlung. |
| Gelegentliche Ablenkungen                        | Bietet eine positive Motivation zur Einhaltung der Vorschriften. Erschwert die Anpassung an Entbehrungen. | Gelegentliche Gefälligkeiten. Schwankungen in der Einstellung des Vernehmers. Versprechungen. Belohnungen für teilweises Einlenken. Verlockungen.                                                |
| Demonstration von „Allmacht“ und „Allwissenheit“ | Suggeriert die Vergeblichkeit von Widerstand. | Konfrontation. Vortäuschen einer selbstverständlichen Kooperation. Demonstration der vollständigen Kontrolle über das Schicksal des Opfers.                                                      |
| Degradierung                                     | Die Kosten des Widerstands schaden dem Selbstwertgefühl mehr als die Kapitulation. Reduziert den Gefangenen auf „tierische“ Verhältnisse. | Persönliche Hygiene wird verhindert. Dreckige, verseuchte Umgebungen. Erniedrigende Bestrafungen. Beleidigungen und Verspottung. Verweigerung der Privatsphäre.                                  |
| Durchsetzung trivialer Forderungen               | Entwickelt Gewohnheiten der Befolgung. | Erzwungenes Schreiben. Durchsetzung von Minutenregeln. |

## Spätere Anwendungen
In einem Bericht über Folter aus dem Jahr 1973 stellte Amnesty International fest, dass Bidermans Diagramm des Zwanges die "universellen Werkzeuge von Folter und Zwang"[2] enthält.
Bidermans Diagramm wurde auch auf häusliche Gewalt angewandt, wobei viele feststellten, dass die psychologischen Methoden, die von missbrauchenden Partnern angewandt werden, fast identisch mit denen des Diagramms sind.
Im Jahr 2002 boten Ausbilder des US-Militärs den Vernehmungsbeamten des Gefangenenlagers Guantanamo Bay einen ganzen Ausbildungskurs an, der auf Bidermans Tabelle basierte. Dokumente, die 2008 den Ermittlern des Kongresses vorgelegt wurden, enthüllten die Verhörmethoden im Lager; die New York Times war die erste, die feststellte, dass die Methoden fast wortwörtlich mit denen in Bidermans Tabelle übereinstimmten. Der Psychiater Robert Lifton untersuchte dieselben chinesischen Methoden und prägte in derselben Ausgabe des Bulletin den Begriff „Gedankenreform“ (heute bekannt als Gehirnwäsche), um sie zu beschreiben.